# Enoría (Eubée)
Enoría, en grec moderne : Ενορία, est un village du dème de Kými-Alivéri, sur l'île d'Eubée, en Grèce.
Selon le recensement de 2011, la population d'Enoría compte 237 habitants. 